# Boswell Sisters
Pour les articles homonymes, voir Boswell.
Les Boswell Sisters sont un trio musical féminin de jazz vocal américain composé de trois sœurs : Martha Boswell (en) (1905-1958), Connee Boswell (1907-1976) et Helvetia « Vet » Boswell (1911-1988). Il était très populaire pendant les années 1930.

## Historique
Elles reçoivent une éducation musicale dès leur plus jeune âge et signent avec RCA Victor en 1924.
Le trio a servi d'exemple pour plusieurs groupes de chanteuses telles que The Andrews Sisters. Ella Fitzgerald dit avoir été influencée par le style de Connee Boswell.

## Discographie

### Singles
| Année | Album                                                   | Classement |
| ----- | ------------------------------------------------------- | ---------- |
| 1931  | When I Take My Sugar to Tea                             | 6          |
| 1931  | Roll On, Mississippi, Roll On                           | 7          |
| 1931  | I Found a Million Dollar Baby (en)                      | 3          |
| 1931  | It's the Girl                                           | 9          |
| 1931  | (With You on My Mind I Find) I Can't Write the Words    | 20         |
| 1931  | Gems from George White's Scandals                       | 6          |
| 1931  | An Evening in Caroline                                  | 12         |
| 1932  | Was That the Human Thing to Do?                         | 7          |
| 1932  | Stop the Sun, Stop the Moon (My Man's Gone)             | 14         |
| 1932  | Between the Devil and the Deep Blue Sea (en)            | 13         |
| 1934  | Coffee in the Morning (Kisses in the Night)             | 13         |
| 1934  | You Oughta Be in Pictures (My Star of Stars) (en)       | 17         |
| 1934  | Rock and Roll                                           | 7          |
| 1935  | The Object of My Affection                              | 1          |
| 1935  | Dinah                                                   | 3          |
| 1935  | St. Louis Blues                                         | 9          |
| 1935  | Alexander's Ragtime Band                                | 15         |
| 1935  | Cheek to Cheek                                          | 19         |
| 1936  | I'm Gonna Sit Right Down and Write Myself a Letter (en) | 3          |
| 1938  | Alexander's Ragtime Band (réédition)                    | 4          |

### Chanson
- 1932 : Sentimental Gentleman From Georgia
- 1930 :  Cheek to cheek